# Гуананико
Гуананико (исп. Guananico) — город в Доминиканской Республике, расположенный в провинции Пуэрто-Плата. Он имеет площадь около 58,02 квадратного километра (22 кв. миль) и население (на 2012 год) более 8950 человек, из которых 3025 человек живут в городской части, а 5929 человек в сельской части. Это самый молодой, самый маленький по площади и по населению город провинции.

## История
Известно, что «Гуананико» — топоним коренного происхождения.
Надёжные источники[какие?] утверждают, что город был основан между 1865 и 1870 годами, прямо во время аннексии Испанией в 1861 году.

## Экономика
Основой экономики является сельское хозяйство, в частности, выращивание кофе и какао, в меньших количествах фасоль, кукурузы и арбузов. Имеется также много фруктовых деревьев, как авокадо, манго, померанца и др.
Кроме работы торговцами фруктами, местное население работает в туристической сфере.